# Andriy Zahorodniuk
Andriy Pávlovych Zahorodniuk (en ucraniano: Андрій Павлович Загороднюк, 5 de diciembre de 1976, Kiev, Ucrania) es un empresario y político ucraniano. El 29 de agosto de 2019, fue nombrado Ministro de Defensa de Ucrania por el presidente  Volodímir Zelenski, ejerciendo como tal hasta el 4 de marzo de 2020. Estudió derecho en la Universidad de Kiev y se graduó de las universidades de Warwick y Oxford en el Reino Unido.